# Isole Šel'pinskie
Le isole Šel'pinskie (in russo Острова Шельпинские ostrova Šel'pinskie) sono un gruppo di isole russe disabitate, bagnate dal mare di Barents.
Amministrativamente fanno parte del distretto del Kol'skij rajon dell'Oblast' di Murmansk, nel Circondario federale nordoccidentale.

## Geografia
Le isole sono situate nella parte centro-meridionale del mare di Barents, lungo la costa settentrionale della penisola di Kola. Si trovano quasi tutte all'interno o all'ingresso del golfo Šel'pinskaja (губа Шельпинская), nella sua parte centro-orientale. Distano dal continente, nel punto più vicino, circa 20 m.
Le Šel'pinskie sono un gruppo di circa 20 tra isolotti e scogli, per la maggior parte orientate in direzione nord-sud. Si sviluppano in lunghezza per circa 1,3 km e in larghezza per 1,2 km.. Raggiungono un'altezza massima è di 19,9 m s.l.m. sull'isola maggiore (Mogil'nyj). Quest'ultima è lunga 600 m e larga 330 m; su essa, come su un altro isolotto più a nord, è presente un punto di triangolazione geodetica.

### Isole adiacenti
Oltre ad alcuni isolotti senza nome nelle vicinanze delle Šel'pinskie si trovano:
- Isola Medvedko (остров Медведко), 670 m a est, è una piccola isola ovale lunga appena 100 m e larga 50 m. (68°01′45″N 39°36′57″E)
- Isola Jagodnyj (остров Ягодный), 2 km a ovest, è un altro isolotto ovale lungo 250 m e largo 150 m. La sua altezza massima è di 18,8 m s.l.m. (68°03′05.8″N 39°38′51.35″E)
- Isole Zeleneckie (острова Зеленецкие), 3,2 km a ovest, è un gruppo di circa 10 isolette nella baia Zeleneckaja (губа Зеленецкая), situate di fronte al villaggio di Dal'nie Zelency. Raggiungono un'altezza massima di 34,8 m sull'isola maggiore (Nemeckij). (68°03′34.5″N 39°37′05″E)